# Јаковљев УТ-2
Јаковљев УТ-2 / УТ-2 је совјетски једномоторни, двоседи, нискокрилни авион са отвореном кабином, који се користио као стандардни авион за обуку и тренажу пилота у ваздухопловству Совјетског Савеза, уочи у току и након Другог светског рата. После Другог светског рата користио се још у неколико земаља, међу којима и у Југославији а производио се у Совјетском Савезу а после Другог светског рата и у Пољској.

## Пројектовање и развој
Авион УТ-2 је пројектован у конструкционом бироу ОКБ-115 који је водио инжењер Александар Сергејевич Јаковљев, а развијен на бази авиона АИР-9 и АИР-10 тј. њиховим побољшањем. Имао је два одвојена отворена кокпита у тандем распореду са дуплим командама био је конзолни нискокрилац дрвене конструкције обложен дрвеном лепенком и платном.
Први лет АИР-10 је одржан 11. јула 1935. Исте године авион АИР-10, је после неколико промена, изабран као стандардни школски авион совјетских оружаних снага пошто је победио у конкуренцији са сличним пројектима и добио званични назив УТ-2 (ученичко-тренажни). Уместо радијалног мотора Швецов М-11Е 150 KS, који је коришћен код прототипа у серијској производњи за погон авиона УТ-2 је коришћен мотор Швецов М -11Г 110 КS.
У току коришћења овог авиона констатовани су недостатци у погледу стабилности лета тј. авион је упадао у ковит што је била велика мањкавост школског авиона, тако да је у циљу побољшања руковања и стабилности авиона, 1941. развијена нова верзија УТ-2М. Промењен је облик крила (закошеном нападном ивицом крила), повећан угао диедра и повећана ширина репа, међутим ни после свих модификација овог авиона, није се могло рећи да је овај авион имао одличне летне карактеристике.

## Технички опис
Авион УТ-2 је једномоторни, двосед нискокрилац дрвене конструкције са фиксним стајним трапом. Попречни пресек трупа авиона је правоугаоног облика са заобљеном горњом страном трупа и угловима. Авион је био опремљен ваздухом хлађеним радијалним мотором, Швецов M-11Е снаге 110 kW са 5 цилиндара, мада су касније уграђивани и други типови овог мотора. Крило је било конзолно ниско самоносеће дрвене конструкције са две рамењаче. Направљено је из три дела, средњи део је заједнички са трупом у том делу се налазе и резервоари за гориво а за тај део је причвршћен и стајни трап. Конструкције репних крила и вертикални стабилизатор као и кормило правца и висине су били направљени као дрвене конструкције, обложени импрегнираним платном. Стајни трап овог авиона је био класичан фиксан са две независне ноге са точковима на којима су се налазиле нископритисне гуме. У ногама су се налазили амортизери помоћу опруга. На репу авиона се налазила дрљача.

### Варијанте авиона Јаковљев УТ-2
- АИР-10 - прототип школског авиона,
- АИР-11 - прототип туристичког авиона са три седишта опремљен мотором Џипси мајор снаге од 120 KS (88 kW),
- АИР-12 - прототип двосед авиона пројектован за обављање дугих летова,
- УТ-2 - производна верзија авиона који се производио у серијајама,
- АИР-16 - прототип, авион са четири седишта опремљен Renault (Рено) мотором са снагом од 220 KS (161 kW),
- АИР-20 - верзија авиона Аир-10 опремљен мотором Renault бенгалски од 140 KS (103 kW),
- УТ-2М - модификована верзија авиона УТ-2, произведен у серији од 1940. године,
- УТ-2 СЕН - прототип који користи ваздушни јастук у стајном трапу за амортизацију удара при слетању,
- УТ-2МВ - побољшана верзија авиона УТ-2М са наткривеном кабином, развијен у 1942. години,
- УТ-2Л - побољшана верзија авиона УТ-2 МВ, развијен у 1943. години који је постао основа за развој авиона Јак-18,
- ВТ-2 - авион УТ-2 са пловцима (хидроавионска варијанта).

## Земље које су користиле УТ-2
- СССР
- Пољска
- Монголија
- Француска
- Нацистичка Немачка
- Румунија
- Мађарска
- Југославија

## Оперативно коришћење
Серијски се производило 5 (пет) типова авиона УТ-2 између 1937. и 1946. године. Број произведених примерака је био 7.243 авиона, а од тог броја највише је произведено авиона тип УТ-2 и УТ-2М. Први корисник авиона Јаковљев УТ-2 је било Совјетско ратно ваздухопловство где је овај авион био стандардни авион за обуку и тренажу пилота Совјетског ваздухопловства. Поред обуке војних пилота овај авион се користио и за обуку цивилних и спортских пилота.

## Авион УТ-2 у Југославији
Прву количину авиона УТ-2 ваздухопловство Југословенске армије (ЈА) је добило од Совјетског Савеза 1945. године као војну помоћ. Укупно је добијено 30 ових авиона који су поред тога што су служили за обуку и тренажу југословенских пилота служили су и као авиони за везу између ваздухопловних јединица и аеродрома ЈА. Друга испорука авиона УТ-2М је уследила 1947. године у количини од 25 авиона. Сви авиони из обе испоруке су служили у Југословенском Ратном Ваздухопловству (ЈРВ) све до 1956. године када су предати Ваздухопловном Савезу Југославије (ВСЈ).
У ВСЈ ови авиони су се користили за обуку и тренажу спортских пилота, за вучу једрилица као и за популаризацију ваздухопловства.

### Сачувани примерци
Сачувано је до данас 2 примерака ових авиона који се чувају као музејски примерци у ваздухопловним музејима у:
- Централни музеј совјетског ваздухопловства у Монину крај Москве,
- Технички музеј "Вадим Задогорни" у Архангелску.